# Харви, Франклин
Франклин Харви (англ. Franklyn Harvey; 14 февраля 1943 — 16 мая 2016) — гренадский учёный и активист, основатель Нового движения ДЖУЭЛ и главный автор его манифеста. Он оказывал значительное влияние на развитие «новых левых» в Карибском бассейне 1960-х и 1970-х годов, а затем и в сотнях муниципальных и общественных проектов по всему миру. Когда 13 марта 1979 года Новое движение ДЖУЭЛ взяло власть на Гренаде, написанный Харви манифест начал претворяться на острове в жизнь.

## Биография

### Учёба и становление взглядов
Харви родился 14 февраля 1943 года в Сент-Эндрюсе, Гренада. Окончил колледж в Сент-Джорджесе со степенью бакалавра наук. Затем получил степень магистра в области инженерии Лондонского университета в 1964 году и степень магистра наук об окружающей среде Университета Макгилла (Монреаль) в 1968 году.
Во время учебы в канадском Макгилле в 1966—1967 годах он был членом группы, ставшей основой «новых левых» Карибского бассейна — Кружка С. Л. Р. Джеймса (CLR James Study Circle) и Карибского комитета конференций. Туда также входили Роберт Хилл с Ямайки, Альфонсо (Алфи) Робертс с Сент-Винсента, Тим Гектор с Антигуа и будущая канадская сенатор Энн Кулс. С Сирилом Лайонелом Робертом Джеймсом, видным тринидадским историком-марксистом, они изучали разнообразные темы, включая афинскую демократию, карибскую историю, гаитянскую революцию, русскую революцию, гегелевскую диалектику, марксистскую мысль, экзистенциалистскую философию.
Другими важными фигурами для движения были барбадосский писатель Джордж Лемминг, афроамериканский активист тринидадского происхождения Стокли Кармайкл и гайанский интеллектуал Уолтер Родни. В отметившемся революционными выступлениями по миру 1968 году Харви был одним из ключевых организаторов не только Кружка С. Л. Р. Джеймса, но и Монреальской конференции чернокожих писателей.

### Идеолог левых движений
Вернувшись после окончания Университета Макгилла на Тринидад, Харви, воспринявший идеи Джеймса о прямой демократии, рабочем самоуправлении и социалистической перспективе, начал применять их на практике. На Тринидаде он работал университетским профессором и инженером, а также редактировал издание Moko, но помимо этого координировал неформальную группу (куда также входили Даркус Хау, Уолли Лук Лаи, Рэймонд Уоттс, Раффик Шах), пытавшуюся соединить борьбу студентов, безработных и мятежных солдат в условиях складывавшейся на острове революционной ситуации.
Однако несостоявшаяся социальная революция была пресечена бессменным премьер-министром Тринидада Эриком Уильямсом. Харви впоследствии написал книгу «Взлёт и падение партийной политики в Тринидаде и Тобаго» (The Rise and Fall of Party Politics in Trinidad and Tobago, 1974), где объяснял расхождение в понимании термина между подходами Э. Уильямса и С. Л. Р. Джеймса в построении антиколониальной массовой партии, анализируя подавление местной национальной буржуазией движений рабочих, крестьян и безработных. Сам Харви был объявлен персоной нон-грата в Тринидаде и Тобаго, после чего вернулся в родную Гренаду.
Среди прочей деятельности на этих островах, Харви был членом-основателем восходящего популистского движения «Новое начало» (New Beginning Movement, NBM, 1971—1978) на Тринидаде (вместе с Буккой Ренни) и членом руководства Движения народных ассамблей (Movement of Assemblies of the People, MAP) на Гренаде, которое в конечном итоге стало составной левой партии Новый совместный поход за благосостояние, образование и освобождение — Новое движение ДЖУЭЛ (New Jewel Movement, NJM).
Харви был важным связующим звеном между этими двумя организациями, опиравшимися на международный опыт движения «Чёрная сила» и африканского социализма Джулиуса Ньерере. Ещё в NBM Харви был одним из первых критиков распространённой в бывших британских владениях Вестминстерской модели, ратуя вместо этого за систему народных ассамблей и советов на рабочих местах, положенную в основу идеологии MAP. Кроме того, будучи воспитанником посттроцкиста С. Л. Р. Джеймса, в MAP Харви противостоял сталинистским тенденциям группы Бернарда Корда OREL, также вошедшей в NJM.
Харви был основным автором «Манифеста Движения Новый ДЖУЭЛ» (The Manifesto of the New Jewel Movement) — основного программного документа NJM на момент захвата власти на Гренаде 13 марта 1979 года. Впрочем, ни в руководстве движением, ни в развернувшейся политической борьбе на Гренаде непосредственного участия он уже не принимал.

### Профессиональная карьера
Его профессиональная карьера началась в качестве старшего научного сотрудника по жилищному строительству и планированию на инженерном факультете Вест-Индского университета (UWI) Тринидада в 1968—1972 годах, затем он также занимал должность координатора проекта модели развития ООН в Тринидаде и Тобаго с 1969 по 1971 год.
Вернувшись в Канаду, Харви работал менеджером программы в Департаменте планирования и развития города Торонто с 1974 до середины 1980-х годов, в конечном итоге в качестве его директора. В этот период он в качестве редактора журнала Caribbean Dialogue (1974—1979), бывшего площадкой левых из разных стран Карибского бассейна, принимал участие во многих массовых инициативах, таких как Caribbean Connection и Латиноамериканская рабочая группа (Latin American Working Group, LAWG).
В 1986 году Харви основал и стал руководителем Participlan — консалтинговой компании, работавшей с неправительственными организациями, включая Amnesty International, Федерацию канадских муниципалитетов и Oxfam Canada. Его работа охватывала разные регионы мира (Гайана, Карибский бассейн, Пакистан, Индонезия, Шри-Ланка), и он участвовал в различных мероприятиях, проходивших во Вьетнаме, Камбодже, Таиланде, Непале, Филиппинах.
В 1997 году он учредил Карибский интернационал самопомощи (Caribbean Self-Reliance International, CASRI) — некоммерческую организацию, работающую с партнерскими организациями в Карибском бассейне над инициативами, ведущими к реальным изменениям в жизни людей и способствующим трансформации сообществ.
Он умер в канадской столице Оттаве 16 мая 2016 года.

## Публикации
- The Rise and Fall of Party Politics in Trinidad & Tobago, February 1974, New Beginning Movement, Toronto
- Editorial: Reality and Perspective, Caribbean Dialogue, Vol.1 No.1, August — September 1975
- The Optimization of concrete beams with reliability constraints, 1968, McGill University, Dissertation Department of Civil Engineering